# 金钱河
金钱河，又名夹河，是中国长江流域汉水水系的一条河流，汇入汉水上游左岸。河长261千米，流域面积5610平方千米，多年平均流量54立方米每秒。自然落差2030米。水能理论蕴藏量24万千瓦。